# Долгинский
Долгинский — посёлок в Красноярском районе Астраханской области России. Входит в состав Ватаженского сельсовета.

## География
Посёлок находится в юго-восточной части Астраханской области, в дельте реки Волги, на левом берегу протоки Сомовка. Уличная сеть состоит из одного географического объекта: ул. Гафурова
Абсолютная высота 23 метра ниже уровня моря.
Климат
Умеренный, резко континентальный. Характеризуется высокими температурами летом и низкими — зимой, малым количеством осадков, а также большими годовыми и летними суточными амплитудами температуры воздуха..

## Население
| 2002 | 2010 |
| ---- | ---- |
| 103  | ↘92  |

Национальный и гендерный состав
По данным Всероссийской переписи, в 2010 году численность населения посёлка составляла 92 человека (51 мужчина и 41 женщина, 55,4 и 44,6 %% соответственно).
Согласно результатам переписи 2002 года, в национальной структуре населения казахи составляли 100 % из 98 жителей.
| Национальность | Численность (2010) | Процент |
| -------------- | ------------------ | ------- |
| Казахи         | 82                 | 93,2%   |
| Не указана     | 6                  | 6,8%    |
| Всего          | 88                 | 100%    |

## Транспорт
Выезд через село Кривой Бузан на автодорогу федерального значения 12А-235 Астрахань — граница с Республикой Казахстан.
Остановка общественного транспорта «Долгинский».